# アメイジング・スパイダーマン (テレビドラマ)
アメイジング・スパイダーマン（The Amazing Spider-man）とはアメリカ合衆国のテレビドラマ、1977年9月19日から1979年7月6日までCBSで放送された。日本では未放送、ただし映画作品には吹き替え版が存在する。

## 概要
この番組はかなりの評判があったものの、わずか13日でCBSが続編をキャンセルしたのである。ストーリー上ではニューヨーク市だが、撮影はロサンゼルスで行われた。

## 登場人物
ピーター・パーカー／スパイダーマン
演：ニコラス・ハモンド
J・ジョナ・ジェイムソン
演：デヴィッド・ホワイト（パイロット版）、ロバート・F・サイモン（第2話から）
リタ・コンウェイ／グローリー・グラント
演：チップ・フィールズ
バーベラ警部
演：マイケル・パタキ
第1シリーズのみ登場
ジュリー・マスター
演：エレン・ブリー
第2シリーズから登場
ロビー・ロバートソン
演：ヒリー・ヒックス
メイ・パーカー
演：ジェフ・ドネル

### 日本語版声優
| キャラクター                       | 日本語版声優 | 日本語版声優        | 日本語版声優   |
| キャラクター                       | パイロット版 | プルトニウムを追え! | ドラゴンの挑戦 |
| ---------------------------------- | ------------ | ------------------- | -------------- |
| ピーター・パーカー／スパイダーマン | 大塚芳忠     | 大塚芳忠            | 大塚芳忠       |
| ジェイムソン編集長                 | 富田耕生     | 上田敏也            | 松村彦次郎     |
| ロビー・ロバートソン               | 田中亮一     | なし                | なし           |
| グローリー・グラント               | なし         | さとうあい          | さとうあい     |
| バーベラ警部                       | 大塚周夫     | 青野武              | なし           |
| ジュリー・マスター                 | なし         | 高島雅羅            | なし           |
| メイおばさん                       | 京田尚子     | なし                | なし           |

## エピソード
| 話数 | サブタイトル | 原題                   | 放送日         |
| ---- | ------------ | ---------------------- | -------------- |
| 0    |              | Spider-Man             | 1977年 9月14日 |
| 1    |              | The Deadly Dust Part 1 | 1978年 4月5日  |
| 2    |              | The Deadly Dust Part 2 | 4月12日        |
| 3    |              | The Curse of Rava      | 4月19日        |
| 4    |              | Night of the Clones    | 4月26日        |
| 5    |              | Escort to Danger       | 5月3日         |
| 6    |              | The Captive Tower      | 9月5日         |
| 7    |              | A Matter of State      | 9月12日        |
| 8    |              | The Con Caper          | 11月25日       |
| 9    |              | The Kirkwood Haunting  | 12月30日       |
| 10   |              | Photo Finish           | 1979年 2月7日  |
| 11   |              | Wolfpack               | 2月21日        |
| 12   |              | The Chinese Web Part 1 | 7月6日         |
| 13   |              | The Chinese Web Part 2 | 7月6日         |

## 制作
1970年代、マーベル・コミックの編集委員であるスタン・リーは、プロデューサーのダニエル・R・グッドマンに2人目の製作総指揮をさせ、スパイダーマンの実写作品の制作権利をCBSに売却した。
ピーター役は、ベテラン俳優のニコラス・ハモンドに決まったが、スパイダーマンのスタントには、スタントコーディネーターであるフレッド・ウォーが全て担当した。
リーとグッドマンは、テレビドラマの方向性を巡って激しくぶつかった。リーは以前、雑誌「Pizzazz」のインタビューで「このドラマでは「若すぎる」と感じたね」と語っていた。
テレビドラマは、パイロット版から始まった。1977年9月にCBSネットワークで放送され、90分の映画として劇場公開もなされた。
パイロット版の視聴率は、17.8%も獲得した。最初のエピソードでは22.8%も獲得しており、1660万人の視聴者がこの番組をみていた。なお、CBSの人気番組の中では8番目で、シリーズ自体は19番目だった。

### ディレクター
- トム・ブランク
- クリフボール
- マイケル・カフェイ
- デニス・ドネリー
- トニー・ガンツ
- フェルナン・ドラマス
- ジョセフ・マンデューク
- ドン・マクドゥーガル
- ロン・サトロフ
- ラリー・スチュワー
- マット・シャレット

## 日本での上陸
日本では1978年8月19日から1987年6月7日まで映画作品2つを公開している。1986年1月19日から1989年7月22日までは、テレビ朝日でその映画作品を3部作まで放送。このうち、『プルトニウムを追え』は日本のテレビ放送で初めて公開されたものだった。この映画シリーズでのピーター・パーカー役の日本語版声優を大塚芳忠が務めた。この映画の日本語版独自の演出として、『スパイダーストリングス』や『スパイダーネット』という技を発していた。ちなみに、テレビドラマとしての日本語吹き替え版は現在も制作されていない。

## 映画作品
- パイロット版スパイダーマン
- スパイダーマン プルトニウムを追え
- スパイダーマン ドラゴンの挑戦